# Pachypodium menabeum
Pachypodium menabeum là một loài thực vật có hoa trong họ La bố ma. Loài này được Leandri mô tả khoa học đầu tiên năm 1934.